# Sergeya hackeri
Sergeya hackeri (лат.) — вид молевидных бабочек рода Sergeya из семейства Моли выемчатокрылые (Gelechiidae). Таиланд. Вид назван в честь энтомолога Германа Хакера (Hermann Hacker), специалиста по совкам, который собрал типовую серию этого нового вида.

## Распространение
Юго-Западная Азия: Йемен.

## Описание
Мелкие молевидные бабочки, размах крыльев менее 1 см (от 5,9 до 6,0 мм). Sergeya hackeri внешне похож на S. chuii и S. bunsoensis. Эти три вида отличаются от других видов Sergeya передними крыльями, у которых костальный край совпадает с цветом основания передних крыльев (у других видов рода передние крылья окрашены в коричневый цвет). Гениталии самцов S. hackeri наиболее сходны с таковыми S. olei, но у последнего вида вентральный край кукуллуса расширен в базальной половине и несёт волоски (прямой и не несёт волосков у S. hackeri). Гениталии самок S. hackeri сходны с таковыми S. olei в том, что передний край грудины VIII загнут вперёд. Однако у последнего вида остиум несёт латеральный зубец, антрум не имеет боковых горбовидных долей. Переднее крыло желтовато-коричневое, костальный край слабо пестрит коричневым, рассеянное коричневое пятно на 2/3 под костальным краем, вершина с коричневыми чешуйками, окаймлёнными белым, торнальное коричневое пятно с тёмной точкой внутри на 3/4 спинного края, бахромка серая; задние крылья и бахромка светло-серые.
Растения-хозяева и неполовозрелые стадии неизвестны. Взрослые особи были зарегистрированы в октябре и ноябре на высоте 1900 м.